# المقالات العشرة في العين
يُمثل كتاب المقالات العشرة في العين لحنين بن إسحاق نظرية من القرن التاسع حول الرؤىة تقوم على الطبيعة الكونية للمسارات من الدماغ إلى الكائن المنظور إليه. ويُعتبر هذا التشكيل البصري مشتق بشكل كبير من غالين، سواء من حيث التشريح أو علم وظائف الأعضاء التي تم وصفها. ويأتي انتصار حنين من خلال العرض المنهجي لأجزاء العين والإضافات اللاحقة التي قدمها للجوانب الكونية للعمل.